# El Quemado, Pihuamo
El Quemado är en ort i Mexiko.   Den ligger i kommunen Pihuamo och delstaten Jalisco, i den södra delen av landet, 400 km väster om huvudstaden Mexico City. El Quemado ligger 407 meter över havet och antalet invånare är 131.
Terrängen runt El Quemado är kuperad västerut, men österut är den bergig. El Quemado ligger nere i en dal. Runt El Quemado är det mycket glesbefolkat, med 7 invånare per kvadratkilometer. Närmaste större samhälle är Las Naranjas, 11,5 km nordväst om El Quemado. I omgivningarna runt El Quemado växer huvudsakligen savannskog.